# Lista över Texas hold'em-händer
Det här är en lista över händer i pokerspelet Texas Hold'em. En starthand består av två spelkort.

## Starthänder med smeknamn
- AA = Pocket Rockets/Raketer, American Airline, The hand, Bullets
- KK = Cowboys, Kamikazi, King Kong, Elvis Presley
- QQ = Dama Dama, Matforsdamer, Hilton Sisters, Systrarna Graaf, Ladies/Damerna, Siegfried and Roy
- JJ = Brothers/Bröder, Fishing hooks/hooks, Fiskkrokar/krokar, Jokers
- 1010 = Tintin
- 99 = Wayne Gretzky
- 88 = En dubbel evighet, Oktopus, Snowmen/Snögubbar
- 77 = Walking sticks, Hockeyklubbor, Candy Canes
- 66 = Route 66
- 55 = Presto, Nickels, Speed Limit, Wheelchairs
- 44 = Sailboat/Segel (vind i segeln), mid-life crisis/medelåldskrisen
- 33 = Crabs/krabbor
- 22 = Ducks/ankor, Svanar/Swans, Ballerina
- AK = Big Slick, Anna Kournikova (Snygg, men håller oftast inte måttet)
- AQ = Big Chick, little Slick
- AJ = Ajax, Blackjack, Jack Ass, Slick Willie
- A10 = Johnny Moss
- A8 = Dead Man's Hand (svarta kort endast, det sägs att Wild Bill Hickok hade sådana kort när han mördades under pokerspel), Big Snowman
- A4 = Stu Ungar. Kallas så efter att legenden Stu Ungar själv vann sista given i sin otroliga comeback 1997 med en 5 hög stege med den handen.
- KQ = mommas and poppas/Mammas å pappas, newlyweds/nygifta, marriage, Kungaparet
- KJ= Kojak
- K9 = Canine (som polishundarna kallas i USA)
- K4 = Forking Idiot
- K3 = King Crab
- QJ = Oedipus, Maverick
- Q7 = Computer hand/Datahanden
- Q3 = Gay Waiter ("a queen with a tray")
- J8 = Yacht
- J5 = Jackson five
- 10-4 = Trucker. Ten-four är kodord för "uppfattat" i komradio både för poliser och lastbilsförare i USA
- 10-2 = Texas Dolly (Efter Doyle Brunson) eller bara Doyle Brunson (detta efter att han vann WSOP två år i rad med den handen)
- 96 = Se 69
- 95 = Dolly Parton ("Working 9 to 5...")
- 72 = Bird on a stick, Beer Hand
- 69 = Big lick, Porno, "69:an"
- 54 = Se 45
- 45 = Revolver

## Uttryck med ovanstående händer
- "Vind i segeln" = Vinst med 44 eller förhoppningar om vinst.
- "Ha nån på kroken" = Spel med JJ, oftast i spel med få spelare då du gärna bygger upp poten innan floppen. Man kan ha otur dock och inte fånga en fisk som man vill, utan istället en haj som slukar dig hel (ett ex. är om din mostspelare sitter på ett bättre par som till exempel QQ).
- "En tur med American Airlines" = All in situation med AA

## Efter floppen
- 666 = The Devil Hand
- KKK = Ku Klux Klan, De tre vise männen,
- A2345 = Hjulet, The Wheel, Bicycle
- AKQJ10 = Broadway, Royal (Royal Flush ifall i färg)
- AA88X = Dead Mans Hand. Samtliga är svarta. Det sista kortet är man osäker på, men det ska ha varit något i ruter.
- Ett golfset = färg i klöver (clubs)
- Regnbåge = Floppens kort är i tre olika färger